# Prolinognathus aethiopicus
Prolinognathus aethiopicus är en insektsart som beskrevs av Fahrenholz 1939. Prolinognathus aethiopicus ingår i släktet Prolinognathus och familjen nötlöss. Inga underarter finns listade i Catalogue of Life.